# 컴포넌트 오브젝트 모델
컴포넌트 오브젝트 모델(Component Object Model, COM)은 마이크로소프트가 개발한 소프트웨어 구성 요소들의 응용 프로그램 이진 인터페이스 표준이다. 마이크로소프트가 1993년에 소개하였다. COM을 이용해 개발된 프로그램들은 프로세스간 통신과 동적 오브젝트 생성이 가능하다. 소프트웨어 개발에서는 COM이라는 용어를 종종 OLE, OLE 자동화, ActiveX, COM+, DCOM 기술을 포함하는 포괄적 개념으로 사용한다. COM이 소개된 건 1993년이지만, 마이크로소프트는 1997년이 되어서야 COM이라는 이름을 강조하기 시작했다.
다양한 플랫폼에서 COM이 구현되었지만, 주로 마이크로소프트 윈도우에서 사용된다. COM은 닷넷 프레임워크와 같은 다른 기술로 대체되리라 전망된다.

## 역사
COM 인터페이스를 만드는 데 관여한 매우 주목할 만한 인물의 하나인 앤서니 윌리엄스(Anthony Williams)는 소프트웨어 컴포넌트 개념들을 포함하고 있는 내부 문서인 〈오브젝트 설계: Unknown 다루기(Object Architecture: Dealing With the Unknown)〉 (또는 〈동적 확장이 가능한 클래스에서의 형식 안전성(Type Safety in a Dynamically Extensible Class)〉)를 1988년에, 〈상속: 상속은 무엇을 의미하며 어떻게 사용하는가(On Inheritance: What It Means and How To Use It)〉를 1990년에 각각 마이크로소프트에 발표하였다. 이 문서들은 COM의 기본을 이루는 데 사용됐던 많은 아이디어들에 대한 토대를 제공하였다.
이러한 많은 아이디어들로부터 1990년 마이크로소프트의 첫 번째 오브젝트 기반 프레임워크인 OLE(Object Linking and Embedding)이 탄생되었다. OLE는 동적 데이터 교환(DDE) 위에 구축되었으며, 특히 복합 문서(Compound Document)를 위해 디자인되었다. OLE는 1991년 워드와 엑셀을 통해 소개되었고, 이후 1992년 윈도 버전 3.1부터 운영 체제에 포함되었다. 복합 문서의 예로는 워드 문서에 포함된 스프레드시트를 들 수 있는데, 이 경우 엑셀에서 스프레드시트를 변경하면 해당 변경사항은 워드 문서 안에 자동으로 반영된다.
1991년 마이크로소프트는 비주얼 베이직 1.0을 통해 비주얼 베이직 확장(Visual Basic Extensions 또는 VBX)를 소개하였다.
1993년 마이크로소프트는 OLE 2와 OLE 2 오브젝트 모델의 기초가 되는 COM을 발표하였다. OLE 1이 주로 복합 문서에 초점을 맞췄다면, COM과 OLE 2는 일반화된 소프트웨어 컴포넌트에 초점을 맞춰 디자인되었다. 1994년에는 VBX 컨트롤의 후속 버전인 OLE 컨트롤(OCX)가 소개되었다. 이 시기 마이크로소프트는 OLE 2를 단지 "OLE"로 지칭하면서, OLE가 더 이상 약어가 아닌 모든 회사의 컴포넌트 기술에 사용될 수 있는 하나의 이름이라고 명시하였다.
1996년 초 마이크로소프트는 인터넷 관련 OLE의 일부를 ActiveX로 이름을 바꿨고, 마이크로소프트 오피스에 사용되는 복합 문서 기술을 제외한 모든 OLE 기술들을 ActiveX로 차츰 이름을 바꿔나갔다. 이듬해 마이크로소프트는 CORBA에 대한 대응으로 DCOM을 소개하였다.

## 관련 기술
COM은 윈도의 주요 소프트웨어 개발 인터페이스였기 때문에 다수의 지원되는 기술들에 영향을 미쳤다.

### COM+
COM+는 COM의 중요한 확장으로서 윈도우 2000을 통해 소개되었다. 동시에 마이크로소프트는 DCOM을 별개의 다른 기술로서 강조하지 않았다. 트랜잭션적인 COM 컴포넌트들은 이전 윈도 NT4 환경에서는 마이크로소프트 트랜잭션 서버 애플리케이션 인터페이스를 통해 배치되었지만, 현재는 COM+의 추가된 레이어에서 직접 다루어진다. COM+ 컴포넌트들은 현재 컴포넌트 서비스 애플리케이션 인터페이스를 통해 추가된다.
COM+의 이점 중 하나는 컴포넌트 팜(farm)에서 실행될 수 있다는 점이다. 제대로 작성된 컴포넌트는 한 번 메모리에 올려지면 초기화 루틴을 다시 호출하는 것만으로도 재사용될 수 있다. 컴포넌트는 또한 분산될 수 있는데(즉 다른 기계에서 호출될 수 있는데), 이는 이전에는 DCOM에서만 가능했었다.

### .NET
COM 플랫폼은 닷넷 프레임워크에 많은 지위를 빼앗겼다. 그리고 현재 마이크로소프트는 .NET의 마케팅에 중점을 맞추고 있다. .NET의 입장에서 현재 COM은 어느 정도까지는 사용을 피해야 하는 기술이 되었다. 그럼에도 불구하고 COM은 COM을 기반으로 한 인기있는 3D 렌더링 SDK인 다이렉트X 같은 중요한 소프트웨어 기술로 인해 여전히 필수적인 기술로 남아 있다. 또한 COM 컴포넌트는 동일한 기능을 하는 관리되는 .NET 컴포넌트보다 이론적으로 항상 더 좋은 성능을 갖는다. 2013년 현재 마이크로소프트가 COM 또는 COM의 지원을 중단할 계획은 알려진 바가 없다.
트렌잭션 및 큐된 컴포넌트 같은 COM+가 제공하는 여러 서비스들은 엔터프라이즈 .NET 애플리케이션에서는 여전히 중요하다.
COM과 .NET 사이에는 제한된 상호 호환성이 제공된다. COM 오브젝트는 런타임 호출 가능 래퍼(runtime callable wrapper; RCW)의 구현을 통해 .NET에서 사용될 수 있다. COM 호환을 위한 인터페이스 제약을 따르는 .NET 오브젝트는 COM 호출 가능 래퍼(COM callable wrapper; CCW)를 통해 COM 오브젝트에서 사용될 수 있다. COM 및 .NET에서 상대 기술로 제작된 오브젝트들은 일반적인 오브젝트처럼 보이게 된다.
.NET의 원격(remoting) 모델은 COM의 원격 실행에 있는 많은 결점들을 해결하며, 오브젝트들이 프로세스 또는 기계의 경계를 넘어 참조 또는 값 형식으로 투명하게 통제될 수 있도록 허용한다.

## 인터넷 보안
액티브X 컨트롤과 같은 COM 기반 프로그램을 액티브 콘텐츠로서 웹페이지에 포함한다는 마이크로소프트의 아이디어는 인터넷 익스플로러에서 컴퓨터 바이러스, 트로이 목마, 스파이웨어 감염을 급증시킬 수 있는 등의 많은 문제를 발생시켰다. 이러한 악성 소프트웨어 공격은 대부분 액티브X를 통해 활성화된 후 다른 컴퓨터로 전파된다. 마이크로소프트는 1996년에 ActiveX에 대한 문제를 인지하였다.
| “ | 만약 당신이 '넷(Net)'에서의 안전을 원한다면, 당신의 컴퓨터를 끄시오... 우리는 결코 액티브X가 원래부터 안전하다고 주장하지 않았습니다. | ” |
|   | — 그 시기 마이크로소프트 자바 팀의 프로그램 매니저인 찰스 피츠제럴드(Charles Fitzgerald)                                              |   |

액티브X 컨트롤과 같은 COM 기반 프로그램들은 네이티브 코드로 실행되기 때문에 코드 실행에 대한 제약이 적다. 많은 이런 문제들로 인하여 자바 및 그 이후의 닷넷과 같은 소프트웨어 프레임워크들이 개발되면서 COM은 상대적으로 기피대상이 되었다.

## 기술 세부 사항
COM 프로그래머는 COM 컴포넌트들을 사용하여 소프트웨어를 개발한다. 각각의 COM 컴포넌트들은 클래스 아이디(CLSIDs)로 식별하는데, 클래스 아이디는 전역 고유 식별자(GUID) 형식으로 되어 있다. COM 컴포넌트의 기능은 하나 이상의 인터페이스를 통해 노출된다. 컴포넌트에서 지원하는 인터페이스들은 인터페이스 아이디(IIDs)로 식별하는데, 이것 역시 GUID이다.
COM 인터페이스는 C, C++, 비주얼 베이직과 같은 프로그래밍 언어 및 윈도 플랫폼에서 구현된 여러 종류의 스크립트 언어와 바인딩된다. 컴포넌트에 대한 접근은 모두 인터페이스의 메서드를 통해 이루어지는데, 이를 통해 프로세스간(inter-process) 또는 심지어 컴퓨터간(inter-computer) 프로그래밍(후자는 DCOM을 사용한다.) 같은 기법이 허용된다.

### 인터페이스
모든 COM 컴포넌트는 표준 IUnknown 인터페이스를 구현한다. 실제 모든 COM 인터페이스는 IUnknown 인터페이스로부터 상속된다. IUnknown 인터페이스는 AddRef(), Release(), QueryInterface() 이렇게 3개의 메서드로 이루어진다.
- AddRef(), Release(): 참조 카운팅을 구현하며 따라서 인터페이스의 수명을 관리하는 데 사용된다.
- QueryInterface(): 인터페이스 아이디로 지정한 인터페이스를 컴포넌트로부터 얻어오는 데 사용된다. QueryInterface()는 C++의 dynamic_cast<> 또는 D, 자바, C#의 캐스트와 비슷한 역할을 수행한다.

COM 컴포넌트의 인터페이스는 반사적(reflexive)이며, 대칭적(symmetric)이고, 추이적(transitive)인 특성을 보여야 한다.
- 반사적 특성: QueryInterface() 메서드를 호출하여 인터페이스를 얻을 경우 항상 동일한 인스턴스로부터 인터페이스를 반환해야 함을 나타낸다.
- 대칭적 특성: 인터페이스 B가 인터페이스 A의 QueryInterface()를 통해 얻어졌다면, 인터페이스 A 역시 인터페이스 B로부터 얻을 수 있어야 함을 나타낸다.
- 추이적 특성: 만약 인터페이스 B가 인터페이스 A로부터 얻을 수 있고 인터페이스 C가 인터페이스 B로부터 얻을 수 있다면, 인터페이스 C는 인터페이스 A로부터 얻을 수 있어야 함을 나타낸다.

인터페이스는 가상 메소드 테이블에 대한 포인터로 구성된다. 가상 함수 테이블은 인터페이스가 정의하는 함수 선언을 실제로 구현하고 있는 함수들에 대한 포인터의 리스트를 포함하며, 인터페이스에 선언된 함수의 순서와 동일한 순서대로 함수 포인터를 저장한다. 이러한 함수 포인터의 구조체를 전달하는 기법은 OLE 1.0이 자신의 시스템 라이브러리와 통신하기 위해 사용한 방법과 매우 유사하다.
COM은 컴포넌트끼리 서로 통신이 가능하도록 많은 다른 표준 인터페이스를 정의하고 있다. 예를 들어 IStream 인터페이스는 데이터 스트림을 나타내는 컴포넌트로 말미암아 노출된다. (파일을 읽고 쓰기 위한 FileStream 컴포넌트가 한 예이다.) 이런 컴포넌트는 스트림 읽기 및 쓰기를 할 수 있는 Read와 Write 메서드를 갖는다. 다른 표준 인터페이스인 IOleObject는 컨테이너에 연결되거나 포함되는 컴포넌트로 말미암아 노출된다. IOleObject는 호출자가 컴포넌트의 테두리 사각형 크기를 결정할 수 있게 하거나 컴포넌트가 'Open', 'Save' 같은 동작을 지원하는지 여부를 확인할 수 있게 하는 등의 기능을 지원하는 메서드를 포함하고 있다.

### 클래스
COM에서 클래스는 coclass라고 불린다.
coclass는 하나 이상의 인터페이스를 구체적으로 구현한 것이다. coclass는 COM 컴포넌트 개발을 지원하는 모든 언어(예를 들어 C++나 비주얼 베이직 등)로 작성할 수 있다.
윈도 개발에 대해 COM이 한 주요 기여 중 하나는 인터페이스를 구현으로부터 분리한다는 개념을 도입했다는 점이다. COM에서는 객체를 인터페이스를 통하지 않고 직접 접근할 수 없기 때문에 반드시 인터페이스와 구현이 분리되어야 한다. 이와 함께 COM은 단일 인터페이스 다중 구현을 지원한다. 단일 인터페이스 다중 구현 개념은 애플리케이션이 실행 중에 인터페이스에 대한 여러 구현 중 하나를 선택하여 인터페이스를 인스턴스화 할 수 있다는 것을 의미한다.

### 인터페이스 정의 언어와 타입 라이브러리
타입 라이브러리는 COM 타입들을 설명하는 메타데이터를 포함한다. 이러한 COM 타입들에 대한 설명은 인터페이스 정의 언어(Interface Definition Language, IDL)를 통해 작성되며 컴파일 될 수 있도록 텍스트 파일로 저장된다.
COM 컴포넌트 개발에서 IDL을 사용하여 먼저 타입들을 정의하면서 시작하는 건 흔히 있는 일이다. IDL 파일은 개발자가 어떠한 프로그래밍 언어와도 관련되지 않는 방법으로 객체 지향적인 클래스, 인터페이스, 구조체, 열거형 및 다른 사용자 정의 타입들을 정의할 수 있도록 해준다.
IDL 파일은 MIDL 컴파일러에서 타입 라이브러리(.TLB 파일)로 컴파일된다. 이러한 타입 라이브러리에 저장된 바이너리 메타데이터는 VB, VC++, 델파이 등과 같은 다양한 프로그래밍 언어로 처리하게 된다. 이와 같은 처리의 결과로 각각의 언어 컴파일러는 자신의 언어에 맞는 형식(VB를 위한 VB 클래스, VC++를 위한 클래스, 구조체, 매크로 및 typedef 등)을 만들게 되고, 이런 형식들은 .TLB 파일(궁극적으로는 원래 정의된 IDL 파일)에 정의된 coclass를 나타내게 된다.

### 오브젝트 프레임워크로서의 COM
COM의 기반이 되는 개념들은 객체 지향성에 그 뿌리를 두고 있다. COM은 프로그램을 객체 지향적으로 개발하고 배치하기 위한 인터페이스이다.
COM은 런타임 프레임워크이기 때문에 실행 중에 타입들을 개별적으로 식별하거나 지정할 수 있다. 이를 위해 전역 고유 식별자(GUID)가 사용된다. 각각의 COM 타입에는 실행 시 식별 될 수 있도록 GUID가 할당된다.
COM 타입에 대한 정보를 컴파일시 및 실행시에 접근할 수 있게 하기 위해, COM은 타입 라이브러리를 소개하고 있다. 타입 라이브러리의 효과적인 사용을 통해 COM은 오브젝트 사이의 상호 동작을 지원하는 동적 프레임워크로서의 기능을 수행한다.
IDL에서의 다음과 같은 coclass 정의 예제를 살펴 보자 :
```
coclass MyObject
{
  [default] interface IMyObject;
  [default, source] dispinterface _IMyObjectEvents;
};

```

위의 코드는 MyObject라는 이름의 COM 클래스를 선언하고 있다. 이 클래스는 IMyObject라는 이름의 인터페이스를 구현하며, _IMyObjectEvents 이름의 이벤트 인터페이스를 지원한다.
이벤트 인터페이스 부분을 무시하면, 이것은 다음과 같은 C++ 클래스 정의와 개념적으로 동일하다 :
```
class
 
CSomeObject
 
:
 
public
 
ISomeInterface

{

  
...

  
...

  
...

};

```

위의 코드에서 ISomeInterface는 C++ 가상 클래스이다.
이제 다시 MyObject COM 클래스를 보자 : MyObject를 위한 coclass가 IDL에 정의되고, 그것으로부터 타입 라이브러리가 컴파일되었다면, 각각의 언어 컴파일러는 이러한 타입 라이브러리를 읽고 적절히 해석하여, 개발자가 COM이 이해할 수 있는 coclass인 MyObject를 구현하고 궁극적으로 바이너리 실행 코드를 생성할 수 있도록 필요한 모든 코드를 (각각의 언어에 적합한 형태로) 생성해야 할 의무가 있다.
COM coclass가 구현되고 시스템에서 사용할 수 있게 되었다면, 이제 이를 어떻게 인스턴스화 할 지의 문제가 뒤따르게 된다. 현재 C++ 같은 언어에서는, CoCreateInstance() API를 인스턴스화 할 coclass의 CLSID (CLSID_MyObject)와 해당 coclass에서 사용하려는 인터페이스 IID (IID_IMyObject)를 지정하여 사용할 수 있다. CoCreateInstance()를 호출하는 다음과 같은 코드는 :
```
CoCreateInstance

(

  
CLSID_MyObject
,

  
NULL
,

  
CLSCTX_INPROC_SERVER
,

  
IID_IMyObject
,

  
(
void
**
)
&
m_pIMyObject

);

```

개념적으로 다음의 C++ 코드와 동일하다 :
```
ISomeInterface
*
 
pISomeInterface
 
=
 
NULL
;

pISomeInterface
 
=
 
new
 
CSomeObject
();

```

첫 번째 경우는 COM 서브 시스템에게 IMyObject 인터페이스를 구현하는 오브젝트에 대한 포인터를 얻어오되 이 인터페이스를 구현하는 CLSID_MyObject 구현을 통해 얻어오고 있다. 두 번째 경우는 ISomeInterface 인터페이스를 구현하는 C++ 클래스의 인스턴스를 CSomeObject 클래스를 통해 생성하고 있다.
이 두개가 (개념적으로) 같다는 것은 명확하다. coclass는 COM 세계에서의 객체 지향적 클래스이다. coclass의 주요 특징은 (1) 원래부터 바이너리 규약이고, 따라서 결과적으로 (2) 프로그래밍 언어에 독립적이다.

### 레지스트리
윈도에서 COM 클래스, 인터페이스, 타입 라이브러리들은 GUID로써 리스트되어 레지스트리에 저장된다. COM 라이브러리는 레지스트리를 사용하여 COM 오브젝트들의 로컬 라이브러리를 찾거나 원격 서비스의 네트워크 위치를 찾는다.

### 참조 카운팅
COM 규약은 참조 카운팅(reference counting)이라는 기법을 필요로 한다. 이 기법은 COM 오브젝트가 노출하는 인터페이스를 하나 이상의 클라이언트가 사용하고 있다면 오브젝트가 해제되지 않게 한다. 바꿔 말하면 COM 오브젝트는 자신의 인터페이스를 사용 중인 모든 클라이언트가 인터페이스 사용을 끝마쳤을 때 해제된다. COM 오브젝트는 자신의 참조 카운트가 0이 될 때 자신이 현재 사용 중인 모든 메모리를 해제해야 할 책임이 있다는 점에 주의하자.
COM의 가장 기반이 되는 인터페이스인 (그래서 모든 COM 인터페이스가 반드시 상속해야 하는) IUnknown 인터페이스는 AddRef()와 Release() 이렇게 두 개의 메서드를 통해 참조 카운팅의 개념을 지원한다. 참조 카운트는 COM 오브젝트의 참조 카운트를 말하는 것이며 COM 인터페이스가 참조 카운팅 되지 않는다는 점에 주의하자.
COM 오브젝트는 참조 카운팅을 위해 내부적으로 하나의 정수형 값을 사용한다. 이 값은 IUnknown 또는 이를 상속한 다른 COM 인터페이스를 통해 AddRef()를 호출하면 증가한다. 이 값은 Release()를 호출하면 감소한다. AddRef()와 Release()는 클라이언트가 COM 객체의 수명에 관여하는 유일한 방법이다. 이 정수값은 COM 오브젝트의 private 멤버이며 직접 접근할 수 있게 되는 경우는 없다.
AddRef()의 목적은 COM 오브젝트에게 자신에 대한 추가적인 참조가 만들어졌음을 알려주는 것이다. 따라서 이 참조가 여전히 유효하다면 COM 오브젝트는 해제되지 않고 유지되어야 한다. 반대로 Release()의 목적은 COM 오브젝트에게 클라이언트가 더 이상 자신을 필요로 하지 않음을 알려주는 것이다. 이를 통해 만약 참조 카운트가 0이 되었다면, COM 오브젝트는 해제되게 된다.
어떤 프로그래밍 언어는 (예를 들어 비주얼 베이직) 참조 카운팅을 자동으로 지원하여 COM 오브젝트 개발자가 소스 코드에 참조 카운팅 관련 코드를 직접 작성하지 않아도 되게 한다. C++와 같은 저 수준의 프로그래밍 언어는 정수형 멤버를 선언하는 등 소스 코드에 직접 참조 카운팅 관련 코드를 작성해 주는 것이 필요하다.
다음은 AddRef() 및 Release() 호출과 관련하여 COM 오브젝트가 적절히 참조 카운팅되도록 돕는 일반적인 가이드라인이다:
- 메서드 또는 전역 함수는 인터페이스를 직접 또는 "out" 파라미터를 통해 반환할 때 반환되는 오브젝트의 참조 카운트를 증가시킨 후 반환하도록 한다. 즉 함수 또는 메서드 안에서, 반환되는 인터페이스에 대해 AddRef()를 호출하도록 한다. 이 방식의 예로 IUnknown 인터페이스의 QueryInterface() 메서드가 있다. 개발자는 반환되는 인터페이스의 참조 카운트가 이미 증가된 상태로 반환된다는 것을 반드시 알고 있어야 하며, 해당 인터페이스에 대해 다시 AddRef()를 호출하는 일이 없어야 한다.
- 인터페이스가 더 이상 필요하지 않게 되었다면 꼭 Release()를 호출하도록 한다.
- 인터페이스가 복사되어 새로 저장되었다면, 해당 인터페이스에 대해 AddRef()를 호출하도록 한다. 이는 결국 (해당 인터페이스를 구현하는) 내부 오브젝트에 대한 또 다른 참조(인터페이스)를 만드는 것이 된다.

참조 카운팅의 원리는 단순하지만 COM 개발자들 특히 신입 COM 개발자들은 참조 카운팅을 관리하는 소스 코드를 작성할 때 종종 오류를 일으킨다. 이는 참조 카운트를 부정확하게 하여, 어떠한 클라이언트도 사용하지 않는 COM 오브젝트가 해제되지 않고 메모리 누수를 일으키거나, 이미 해제된 COM 오브젝트에 대해 메서드를 호출하게 하여 런타임 오류를 일으킨다.
이런 문제들을 줄이기 위해 마이크로소프트는 C++ 개발자들을 위해 ATL(Active Template Library)을 소개하였다. ATL은 높은 수준의 COM 개발 패러다임을 지원한다. 또한 COM 클라이언트 애플리케이션 개발자가 직접 참조 카운팅을 관리하지 않도록 하는 스마트 포인터 오브젝트(smart pointer objects)를 지원한다.

### 인스턴스화
COM은 COM 오브젝트를 인스턴스화하는(즉 생성하는) 작업에 클래스 팩토리(Class Factories)를 사용하도록 표준화하였다. COM 오브젝트를 생성하기 위해서는 반드시 다음 두 개의 항목 조합이 있어야 한다:
- 클래스 아이디
- 클래스 팩토리

각각의 COM 오브젝트는 반드시 유일한 클래스 아이디(GUID)가 할당되어 있어야 한다. 또한 각각의 COM 오브젝트는 반드시 자신의 클래스 팩토리가 있어야 한다. 클래스 팩토리는 그 자신도 역시 COM 오브젝트로서 IClassFactory 인터페이스를 구현하는 오브젝트이다. 이러한 클래스 팩토리의 역할은 다른 오브젝트들을 생성하는 것이다.
보통 클래스 팩토리 오브젝트는 COM 오브젝트를 포함하고 있는 바이너리 실행 파일(즉 서버 코드)와 같은 파일에 포함된다. 클래스 팩토리 오브젝트의 소스 코드는 COM 오브젝트 개발자가 직접 작성할 수도 있지만, (비주얼 베이직 컴파일러같은) 코드 생성 프로그램에서도 생성할 수 있다. 클래스 팩토리를 사용하여 오브젝트를 생성하려면, 대상이 되는 오브젝트의 클래스 아이디가 반드시 있어야 한다. 클래스 팩토리는 클래스 아이디를 사용하여 해당 오브젝트를 인스턴스화한다.
클래스 팩토리가 하나 이상의 클래스에 대한 오브젝트를 생성할 수 있다는 점을 알아두자. 즉 서로 다른 클래스 아이디를 가지는 오브젝트들이 같은 클래스 팩토리 오브젝트에서 만들어질 수 있다. 그러나 이 부분은 COM 오브젝트 및 클래스 팩토리 개발자들에게만 관계되는 내부 사항이다. COM 시스템은 이 부분에 대해 투명하다.
왜 클래스 팩토리가 필요한지 의문이 생길 수 있다. 클래스 팩토리는 오브젝트의 생성에 대한 책임을 별개의 오브젝트(클래스 팩토리)에 위임함으로써, 개발자에게 오브젝트 생성에 대한 엄청난 유연성을 부여한다. 예를 들어 싱글턴(singleton) 오브젝트들은 클래스 팩토리를 통해 매우 쉽게 구현될 수 있다.
클라이언트 애플리케이션이 클래스 팩토리 오브젝트를 얻을 수 있도록, COM 서버는 반드시 클래스 팩토리를 적절하게 노출해야 한다. 클래스 팩토리는 COM 서버 코드의 특징에 따라 다르게 노출된다. DLL 기반 서버는 반드시 DllGetClassObject() 전역 함수를 익스포트해야 한다. EXE 기반 서버는 어떠한 API도 익스포트하지 않는다. 대신 CoRegisterClassObject() API를 통해 실행 중에 클래스 팩토리를 등록한다.
다음은 클래스 팩토리를 사용하여 오브젝트를 생성하는 순서에 대한 일반적인 개요이다:
1. 오브젝트의 클래스 팩토리는 (윈도의 표준 API인) CoGetClassObject() API를 통해 얻는다.
  - CoGetClassObject()를 호출할 때, 반드시 (생성하려는) 오브젝트에 대한 클래스 아이디가 있어야 한다. 다음 C++ 코드는 이러한 사항을 보여준다:   IClassFactory* pIClassFactory = NULL;

  CoGetClassObject
  (
    CLSID_SomeObject,
    CLSCTX_ALL,
    NULL,
    IID_IClassFactory,
    (LPVOID*)&pIClassFactory
  );

  - 위의 코드는 CLSID_SomeObject 클래스 아이디로 지정된 COM 오브젝트의 클래스 팩토리 오브젝트를 요청한다. 클래스 팩토리 오브젝트는 IClassFactory 인터페이스 형태로 반환된다.
2. 반환된 클래스 팩토리 오브젝트는 이제 원래 의도했던 COM 오브젝트의 인스턴스를 생성하는 데 사용된다. 다음 C++ 코드는 이러한 사항을 보여준다:   ISomeObject* pISomeObject = NULL;

  if (pIClassFactory)
  {
    pIClassFactory -> CreateInstance
    (
      NULL,
      IID_ISomeObject,
      (LPVOID*)&pISomeObject
    );

    pIClassFactory -> Release();

    pIClassFactory = NULL;
  }

  - 위의 코드는 클래스 팩토리 오브젝트의 CreateInstance() 메서드를 사용하여 IID_ISomeObject GUID로 지정된 인터페이스를 노출하는 오브젝트를 생성한 후, 이 오브젝트의 ISomeObject 인터페이스에 대한 포인터를 반환한다. 클래스 팩토리 오브젝트 자체도 COM 오브젝트이기 때문에, 클래스 팩토리 오브젝트가 더 이상 필요하지 않다면 Release() 해주는 것이 필요하다. (즉 Release() 메서드를 반드시 호출해야 한다.)

위에서는 가장 기본적인 레벨에서 오브젝트를 인스턴스화하기 위한 클래스 팩토리의 사용 방법에 대해 설명하였다. 좀 더 고수준의 인스턴스화도 또한 가능한데, 이들 중 일부는 윈도 API에 대한 직접적인 접근 없이도 사용할 수 있다.
예를 들어 애플리케이션은 CoCreateInstance() API를 통해 클래스 팩토리를 얻는 과정을 건너 뛰고 바로 COM 오브젝트를 생성할 수 있다. 그러나 내부적으로 CoCreateInstance() API도 CoGetClassObject() API를 호출하여 오브젝트의 클래스 팩토리를 얻은 다음 이 클래스 팩토리의 CreateInstance() 메서드를 사용하여 COM 오브젝트를 생성한다.
비주얼 베이직은 오브젝트 인스턴스화를 위해 전역 함수 CreateObject()와 new 키워드를 제공한다. 비주얼 베이직 언어가 제공하는 이러한 인스턴스화 방법은 (CoGetClassObject() API를 통해) 대상 오브젝트의 클래스 팩토리를 얻은 다음 IClassFactory::CreateInstance() 메서드를 호출하여 오브젝트를 생성하는 작업을 캡슐화한다.
다른 언어들도(예를 들어 파워빌더의 파워스크립트) 자신만의 고수준 오브젝트 생성 방법을 제공할 수 있다. 그러나 CoGetClassObject() 함수와 IClassFactory 인터페이스는 여전히 가장 기반이 되는 오브젝트 생성 기법이다.

### 리플렉션
컴포넌트는 COM 타입 라이브러리를 사용하여 자기 자신에 대한 정보를 기록할 수 있다. 타입 라이브러리는 컴포넌트의 CLSID, 컴포넌트가 구현하는 인터페이스의 IID 및 각 인터페이스에 선언된 메서드 정보 등을 포함한다. 타입 라이브러리는 일반적으로 비주얼 베이직 및 비주얼 스튜디오 같은 RAD 툴들로 말미암아 COM 컴포넌트를 사용하는 프로그래머들을 돕는 데 사용된다.

### 프로그래밍
COM 프로그래머는 COM 환경의 시작과 종료, COM 오브젝트의 인스턴스화 및 참조 카운트 관리, 버전 정보를 얻기 위한 오브젝트에 대한 쿼리, 개선된 버전 오브젝트의 이점을 얻을 수 있는 코딩, 최신 버전을 사용할 수 없을 경우 우아하게 기능을 줄여 동작할 수 있는 코딩을 할 책임이 있다.

### 애플리케이션과 네트워크에서의 투명성
COM 오브젝트를 인스턴스화하고 참조하는 작업은 하나의 프로세스 안에서 이루어지거나, 하나의 컴퓨터 안에서 프로세스의 경계를 넘어 이루어지거나, DCOM 기술을 사용하여 네트워크를 통해 원격으로 이루어질 수 있다. 프로세스의 경계를 넘거나 원격으로 사용되는 오브젝트들은 마샬링을 사용하여 메서드 호출을 보내고 결과를 받을 수 있다. 마샬링은 투명하게 동작하기 때문에 오브젝트 및 해당 오브젝트를 사용하는 코드에서는 보이지 않는다. (즉 마샬링을 사용하거나 사용하지 않거나 코드는 동일하다.)

### COM 스레딩
COM의 스레딩은 아파트먼트라는 단위로 이루어진다. 하나의 아파트먼트에는 하나 이상의 COM 컴포넌트가 포함되어 있다. 아파트먼트에는 단일 쓰레드, 다중 쓰레드, 쓰레드 뉴트럴 등 세 종류가 있다.
아파트먼트는 아파트먼트에 참여하는 모든 스레드와 오브젝트에 대해 다음과 같은 지침을 지키도록 규정하고 있다.
- 각각의 COM 오브젝트는 하나의 아파트먼트 안에서 실행된다. 어느 아파트먼트인지는 프로그램 실행시 오브젝트를 생성할 때 결정된다. 한 번 배정된 COM 오브젝트의 아파트먼트는 변경되지 않는다.
- COM 스레드 (즉 COM 오브젝트의 코드를 실행하는 스레드 또는 COM 메서드를 호출하는 스레드)도 하나의 아파트먼트에서 실행된다. COM 오브젝트와 마찬가지로 COM 스레드의 아파트먼트도 초기화시에 배정된다. COM 스레드의 아파트먼트도 한 번 배정되면 변경되지 않는다.
- 같은 아파트먼트에 속하는 COM 스레드와 오브젝트들은 같은 스레드 접근 규칙을 따른다. 한 아파트먼트에서 이루어지는 메서드 호출은 어떠한 COM 프레임워크의 도움 없이 바로 실행된다.
- 다른 아파트먼트에 속하는 COM 스레드와 오브젝트들은 서로 다른 스레드 접근 규칙에 따라 동작한다. 아파트먼트의 경계를 넘어 이루어지는 메서드 호출은 마샬링을 통해 수행된다. 마샬링은 프락시와 스텁의 사용이 필요하다.

COM에는 세 종류의 아파트먼트가 있는데 각각 싱글 쓰레디드 아파트먼트(Single-Threaded Apartment, STA), 멀티 쓰레디드 아파트먼트(Multi-Threaded Apartment, MTA) 그리고 쓰레드 뉴트럴 아파트먼트(Thread Neutral Apartment)이다. 각각의 아파트먼트는 하나의 메커니즘을 나타내는데, 이 메커니즘을 통해 여러 스레드가 오브젝트의 내부 상태 정보를 접근할 경우 동기화가 이루어지기도 한다.
싱글 쓰레디드 아파트먼트는 매우 일반적으로 사용되는 모델이다. 여기서의 COM 오브젝트는 일반 데스크톱 애플리케이션의 사용자 인터페이스가 (프로그래밍적으로) 동작하는 방식과 유사한 방식으로 동작한다. STA 모델에서는 하나의 오브젝트 전용 스레드에서 오브젝트의 메서드들이 실행된다. 따라서 해당 아파트먼트의 외부 스레드로부터 메서드 호출이 있으면, 그 메소드 호출이 마샬되어 시스템에서 자동으로 큐에 쌓이게 된다(여기에서 표준 윈도 메시지 큐가 사용된다.). 따라서 경쟁 조건(race condition) 또는 동기화 문제에 대해 걱정하지 않아도 된다. 이는 각각의 메서드 호출이 항상 이전에 호출되었던 메서드가 끝난 다음에 차례대로 실행되기 때문이다.
COM 오브젝트의 메서드가 자체적으로 동기화를 수행하는 경우, COM 오브젝트의 호출 메서드들에 다중 스레드를 전용으로 사용하는 것이 허용된다(즉 COM 오브젝트의 메서드를 동시에 여러 스레드에서 실행할 수 있다). 이를 멀티 쓰레디드 아파트먼트라 부른다. STA에 있는 스레드로부터 MTA 오브젝트에 대한 (메서드) 호출이 있는 경우 마샬된다. 프로세스는 STA 및 MTA에 속하는 COM 오브젝트를 섞어서 사용할 수 있다.
쓰레드 뉴트럴 아파트먼트에서의 스레드들은 오브젝트의 호출 메서드들에 대해 전용으로 사용될 필요는 없다. 유일한 조건은 오브젝트의 모든 메서드들이 차례대로 재진입해야 한다는 것이다.

## COM에 대한 비판
COM은 꽤나 복잡한 구현이기 때문에, 몇몇 “플러밍(plumbing)” 이슈들로 말미암아 프로그래머들은 당황할 수 있다.

### 환경 초기화
COM은 COM의 기능을 필요로 하는 모든 스레드에 대해 CoInitialize[Ex]와 CoUninitialize 메서드를 프로그래머가 호출할 것을 요구한다. 추가적으로, OLE 클립보드 또는 드래그 앤 드랍을 사용하는 코드가 있다면, 프로그래머는 OleInitialize 와 OleUninitialize 메서드를 반드시 호출해야 한다. 시스템에 있는 몇몇 스레드들은 COM을 모르는 라이브러리에서 만들어질 수도 있기 때문에, 프로그래머는 자신이 만든 스레드 이외의 스레드에서 COM 라이브러리를 사용할 경우 항상 조심해야 한다.

### 메시지 펌핑
COM은 초기화 될 때 숨겨진 윈도를 생성하여 스레드 사이 또는 프로세스 사이의 메시지 라우팅에 사용한다. 이 윈도는 자신의 윈도 메시지 큐를 갖고 있고, 큐의 데이터는 정기적으로 체크되어 사용된다. 시스템에서 그렇게 하는 것은 윈도 초기 버전의 경우, 오류를 가지고 있어 시스템 전역적인 데드락을 일으킬 수 있다. 이 문제는 특히 난처한데 왜냐하면 일부 윈도 API는 자신의 구현 일부로서 COM을 초기화하기 때문이다. 이는 구현에 있어 메모리 누수를 야기시킨다.

### 참조 카운팅
COM 참조 카운팅은 두 개 이상의 오브젝트가 서로 순환 참조하는 문제가 일어날 수 있다. 애플리케이션을 디자인할 때 이 사항을 반드시 고려하여 오브젝트가 고아(orphaned)가 되지 않도록 해야 한다.
COM "이벤트 싱크(event sink)" 모델을 사용하는 오브젝트의 참조 카운트는 항상 0보다 크게 된다. 왜냐하면 이벤트를 발생시키는 오브젝트는 해당 이벤트를 처리하는 오브젝트에 대한 참조가 필요하게 되는데, 이는 오브젝트의 참조가 결코 0이 되지 않도록 한다.
참조 사이클은 일반적으로 대역외 종료(out-of-band termination) 또는 신분 나누기(split identities)를 사용하면 깨지게 된다. 대역외 종료 기법에서 오브젝트는 호출될 경우 갖고 있는 다른 오브젝트에 대해 모든 참조를 버리게(drop) 하는 메서드를 노출하는데, 이 메서드가 호출되면 사이클은 깨지게 된다. 신분 나누기 기법에서는 하나의 구현이 서로 다른 두개의 COM 오브젝트(identities)를 노출하여, COM 오브젝트 사이에 약한 참조를 만든다. 이는 참조 사이클을 방해한다.

### DLL 지옥
COM 컴포넌트는 시스템 전역적인 위치, 즉 윈도 레지스트리에 COM 컴포넌트의 위치 정보를 저장하기 때문에, 특정 컴포넌트에 대하여 하나의 버전만을 인스톨하여 사용할 수 있다. 따라서 COM은 DLL 지옥이라는 심각한 문제가 발생할 수 있는데, 이는 두 개 이상의 애플리케이션에서 특정 컴포넌트에 대한 서로 다른 버전을 필요로 할 때 발생하게 된다.
윈도우 XP는 "레지스트레이션-프리 COM(Registration-free COM)"이라 불리는 COM 오브젝트를 등록시키는 새로운 COM 오브젝트 등록 모드를 소개하였다. 이 기능은 애플리케이션이 COM 오브젝트들을 설치할 때 COM 등록에 필요한 정보를 전역적인 레지스트리가 아닌 자신의 디렉터리에 저장하여 사용할 수 있도록 한다. 엄밀히 말해 이 기능은 해당 COM 컴포넌트들을 단일 애플리케이션에서 사용할 경우에만 적용이 가능하다. 레지스트레이션-프리 COM 을 사용하면 대부분 DLL 지옥을 피할 수 있다. 다만 최소 윈도우 XP 또는 그 이상의 상위 버전의 OS가 필요하며, EXE COM 서버 및 시스템 전역적인 컴포넌트들 즉 MDAC, MSXML, 다이렉트X 및 인터넷 익스플로러 등에는 사용할 수 없다.

## 참고 자료
- COM: A Brief Introduction.
- Essential COM (Don Box 저, 1998).
- ActiveX와 OLE (데이비드 채펠 저, 정현주역).

## 같이 보기
- 분산 컴포넌트 오브젝트 모델(DCOM)
- 동적 데이터 교환(DDE)
- 닷넷 프레임워크
- 객체 연결 삽입(OLE)